# Distretto di Heping (Taichung)
Il distretto di Heping (和平區S, Hépíng QūP) è un distretto della municipalità di Taichung, situata a Taiwan.
Si tratta di un distretto classificato come "distretto indigeno di montagna".